# Gilead
Gilead (hebr. גלעד, Gilʿād) bezeichnet ein biblisches Land, das nach seinem Ahnherrn so benannt worden sein soll. Es liegt östlich des Jordans zwischen dem Fluss Jarmuk im Norden an der Grenze zu Damaskus und dem Fluss Nahr ez-Zarqa (Jabbok) im Süden an der Grenze zu Ammon. Vom aramäischen König Hasael von Damaskus wurde es im 8. Jahrhundert v. Chr. in seinen Machtbereich eingegliedert. Später war es eines der Hauptgebiete der Dekapolis.
Verwaltungsstadt war Ramot-Gilead (Tell Rumeith).

## Biblisches Zeugnis
Die Bibel berichtet von der Landnahme der Stämme Ruben, Gad und Teilen von Manasse in Gilead. Der Gründungsvater Gileads war danach Machir, der Sohn des Ahnherrn Manasse.
Jakob floh vor Laban zum Gebirge Gilead (Gen 31,21 ). Dort befahl Gott Laban, Jakob kein Leid zuzufügen.
Jakobs Sohn Josef wurde an Händler, die aus Gilead kommend nach Ägypten reisten, verkauft (Gen 37,25 ).
Nach Dtn 34,1  war es Teil des verheißenen Landes.
Nach der Rückkehr von König Saul nach Gibea nach der Schlacht von Eben-Ezer bedrängte der Ammoniterkönig Nahash die Stämme Gad und Ruben. Ungefähr 7.000 Mann konnten dieser Bedrängnis entkommen, indem sie nach Gilead flohen. Daraufhin belagerte der Ammoniterkönig die Stadt. Saul leistete den Bewohnern der Gilead-Stadt Jabesch Militärhilfe (1 Sam 11 ).
Gilead galt zudem als reich an Heilkräutern, aus denen Salben hergestellt wurden (Jer 8,22 ; Jer 46,11 ).

## Literarische Adaption
Die Bezeichnung „Gilead“ wird auch in dem dystopischen Roman Der Report der Magd (The Handmaid’s Tale) sowie dessen Fortsetzung Die Zeuginnen (The Testaments) von Margaret Atwood verwendet, wo es eine in der Zukunft die USA ablösende patriarchale, teilweise theokratische Militärdiktatur bezeichnet, deren Ideologie offiziell angeblich auf der Bibel bzw. auf dem Alten Testament, in Wahrheit aber auf verdrehten und aus dem Kontext gerissenen Bibelversen aufbaut. Volker Schlöndorff verfilmte dieses Thema in Die Geschichte der Dienerin. Die Handlung der auf Atwoods Roman basierenden Fernsehserie The Handmaid’s Tale – Der Report der Magd ist ebenfalls in diesem totalitären, fundamentalistischen Staat namens Gilead angesiedelt.
Ebenso findet sich ein Ort namens „Gilead“ in Stephen Kings Dunkler Turm Saga wieder. Es handelt sich dabei um den ursprünglichen Abstammungsort des Protagonisten Roland Deschain.
In Edgar Allan Poes Gedicht Der Rabe fragt der Protagonist: „…is there balm in Gilead?“ (Jer 8,22 ; dt. „…gibt es ein Heilmittel in Gilead?“)
Georgy Porgy am Schluss der gleichnamigen Erzählung von Roald Dahl behauptet: „There is always some balm in Gilead“.
Schließlich benennt Christopher Paolini in seinen Eragon-Büchern einen Ort Gil’ead.
Marilynne Robinson, eine amerikanische Autorin, veröffentlichte 2005 ebenfalls einen Roman Gilead.

## Musik
Gilead wird im Text der Johann-Sebastian-Bach-Kantaten Es ist nichts Gesundes an meinem Leibe und Ihr werdet weinen und heulen (Text von Christiana Mariana von Ziegler) genannt.
There Is a Balm in Gilead ist ein traditionelles Spiritual-Lied.
Die amerikanische Sängerin und Komponistin Rickie Lee Jones nannte ihr 2009 erschienenes Album Balm in Gilead.
Der deutsche Liedermacher Rainald Grebe besingt in seinem Bühnenkonzert und auf dem dazu erschienenen Album Das Rainald Grebe Konzert 2012 eine Nervenklinik namens „Gilead“ – vermutlich in Bezug auf Zivildienst in einer entsprechend benannten Klinik (Gilead III oder IV) in Bielefeld.
Der deutsche Techno-DJ Bauernfeind verarbeitete in seiner 2020 erschienenen LP „Mount Gilead“ seine Eindrücke zu den Protesten in Hongkong.

## Sonstige Bezüge
Das Evangelische Klinikum Bethel (Bielefeld) betreibt seit 100 Jahren große Kliniken unter dem Namen "Gilead", inzwischen I-IV.
Auch das 1987 gegründete S&P 500-Pharma-Unternehmen Gilead Sciences verwendet diesen Namen – unter Bezug auf Jeremia 8,22 („Gibt es kein Heilmittel in Gilead oder dort etwa auch keinen Arzt?“) wegen der passenden Wortkombination.
Der Abolitionist John Brown gründete im 19. Jahrhundert die „League of Gileadites“, eine Gruppe, die schwarze Bürger vor Sklavenfängern beschützte.